# La Playa de Belén
Pour les articles homonymes, voir Belén.
La Playa de Belén est une municipalité située dans le département de Norte de Santander en Colombie.